# Старки, Джордж
Джордж Старки, или Джордж Стирк (англ. George Starkey, George Stirk, 1627—1665), — американский и английский алхимик, автор многочисленных трудов, популярных в середине XVII века, из которых наиболее известным является «Pyrotechny» (1658). Большую известность получили пропагандируемые им труды Иринея Филалета, которые, согласно наиболее распространённой в настоящее время точке зрения, были написаны самим Старки. Работы Старки и Филалета оказали значительное влияние на алхимические исследования Исаака Ньютона и Роберта Бойля. Среди прочих трудов Старки — несколько политических памфлетов монархической направленности.
Джордж Старки родился на одном из Бермудских островов в 1627 году в семье священника. Естественные науки интересовали его с детства. После смерти отца Джорджа (1637) его образованием занялся Джон Уинтроп, губернатор колонии Массачусетского залива. До 1646 года Старки обучался в Гарвард-колледже, где заинтересовался алхимией. Наряду с гарвардской версией «аристотелевского корпускуляризма» существенное влияние на взгляды Старки оказал фламандский алхимик Ян Баптиста ван Гельмонт.
В 1650 году Старки переехал в Англию и в следующие четыре года тесно общался с членами научного кружка, организованного Сэмюэлем Хартлибом. Старки заинтересовал новых друзей своими опытами в области трансмутации металлов, а затем начал распространять среди них рукописи сочинений, автором которых называл некоего адепта алхимии по имени Ириней Филалет. Как утверждал Старки, Филалет передал ему некоторые из своих секретов и рукописи своих сочинений. В Англии Старки организовал алхимическую лабораторию, где проводил разнообразные опыты, а также имел врачебную практику. Достаточно быстро расходы на проведение дорогостоящих экспериментов превысили его доходы. В результате Старки на некоторое время оказался в долговой тюрьме и прекратил общение с Хартлибом и его друзьями. Последнее десятилетие жизни алхимика прошло в политических и медицинских спорах. Он умер от чумы во время Великой эпидемии 1665 года.

## Биография

### Происхождение и годы учёбы

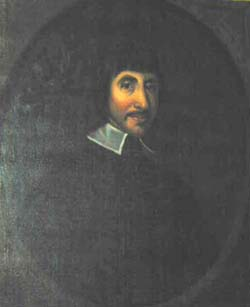
Портрет Джона Уинтропа-младшего, друга и покровителя Джорджа Старки, возможного автора некоторых из приписываемых Старки алхимических трактатов

По данным первого биографа Старки, Джона Сибли, будущий алхимик родился на островах Сомерса, в настоящее время известных как Бермудские Острова. Он был старшим сыном преподобного Джорджа Стирка (1595?—1637), автора изданного в Лондоне в 1635 году сборника латинских стихов «Musae Somerenses». Его фамилия разными авторами передаётся различно — Stirk, Stirke, Stirky, Sterky, Starkey и Starkie. Согласно биографическому исследованию Элиота Киттриджа (1910), Стирк-старший был уроженцем Шотландии, который в 1622 году сопровождал Джона Бернарда, исполнявшего обязанности губернатора островов. В 1625 году за противодействие политике губернатора Генри Вудхауза Стирка-старшего изгнали из колонии, позднее ему было позволено вернуться и исполнять обязанности священника. Сохранившиеся записи свидетельствуют, что, кроме Джорджа, у его родителей было три дочери и сын. О времени рождения Старки сведений не сохранилось. По версии Дж. Торнбулла (1949), это произошло в 1628 году, однако в обнаруженных позднее приходских записях указывалось, что сына Джорджа Стирка и Элизабет Пейнтер крестили в церкви святой Анны в Саутгемптоне в мае 1627 года. Таким образом, родился он, по всей видимости, в марте того же года или чуть позже. Джордж Стирк умер в 1637 году; вероятно, именно он дал Джорджу-младшему начальное образование. С детства Старки проявлял интерес к естественным наукам, начав с энтомологии. Позднее его наблюдения были включены в трактат Сэмюэля Хартлиба о пчёлах («Reformed Common-Wealth of Bees», 1665). По воспоминаниям самого Старки, он наблюдал за развитием стадий червей и личинок в мёртвых животных, однако не находил там пчёл, которые, согласно представлениям того времени, также зарождались в трупах.
В 1639 году преподобный Патрик Коупленд рекомендовал Джону Уинтропу, губернатору колонии Массачусетского залива, сына своего предшественника как «подающего хорошие надежды сироту, хорошо знающего латынь», и просил пристроить его в хорошую школу. Помимо латыни, которую Старки, вероятно, изучил по отцовским стихам, он получил некоторые знания по естественной истории Бермудских островов, вдохновивших Шекспира на описание магического острова в пьесе «Буря». Позднее, в Англии, Старки любил развлекать собеседников рассказами о чудесах Нового Света. В возрасте 16 лет Старки поступил в Гарвард-колледж. В архивах университета сохранились записи о его пребывании там. О программе учебного заведения в начальный период его существования известно из изданного в 1643 году буклета «New Englands First Fruits». Из него следует, что в первый год в число изучаемых Старки дисциплин входили логика, физика, греческая и древнееврейская грамматика, риторика, богословие, история и ботаника. Во второй год добавились этика, политика и арамейский язык. В третий, последний год изучались арифметика, геометрия, астрономия и сирийский язык. В ходе обучения студенты слушали лекции, проводили доклады и диспуты, в том числе с президентом колледжа Генри Данстером. У каждого учащегося был собственный наставник на весь образовательный период, и для Старки им, по всей видимости, был Данстер. Соседом Старки по комнате был Джон Аллин (John Allin, 1623—1683), в будущем «пуританский алхимик». Как и Старки, он впоследствии эмигрировал в Англию, где продолжил дружеские отношения с однокашником.
В своей книге «Pyrotechny» (1658) Старки писал, что в 1644 году он начал знакомиться с «химической философией» — очевидно, самостоятельно, так как этот предмет не входил в курс Гарварда. На его интерес к предмету повлиял Джон Уинтроп-младший (1606—1676), через которого Старки получал книги, реагенты и химические приборы. Изучая медицину по трудам классических и современных авторов (Галена, Фернеля и Зеннерта), Старки разочаровался в предлагаемых ими подходах и, в конце концов, окончательно порвал с аристотелевской традицией. Как отмечает Уильям Ньюман, критикуя существующее образование, Старки отдавал дань гельмонтианской традиции, в которой было принято подчёркивать свою интеллектуальную независимость. Ещё одним американским другом Старки был Ричард Лидер, переехавший в Новую Англию в 1645 году и основавший там первое успешное металлургическое предприятие. В Англии Лидер входил в обширнейшую сеть корреспондентов Сэмюэля Хартлиба и сохранил с ним отношения в Новом Свете. Получив степень бакалавра в 1646 году, Старки несколько лет занимался экспериментами, но где именно — неизвестно. Возможно даже, что между 1646 и 1650 годами он в течение двух лет находился в заключении как «шпион и иезуит». Каких-либо сведений об этом эпизоде не сохранилось, но известно, что жертвой антикатолической истерии в Новой Англии тогда же стал английский алхимик Роберт Чайлд (1613—1654), проживавший в Бостоне. В это же время имя Старки получило своё новое написание, хотя своим современникам он был известен преимущественно как «Стирк». Данные о жизни Старки в этот период весьма скудны и восстанавливаются преимущественно из дневниковых записей Сэмюэля Хартлиба и его переписки с Чайлдом. В письме 1648 года к Уинтропу-младшему в Коннектикут молодой исследователь просил реагенты (антимоний и ртуть), стеклянную посуду и книги, прежде всего алхимический компендиум «Theatrum chemicum» (1613—1622), «Enchiridion Physicae Restitutae» Жана Д'Эспанье (1623) и труды ван Гельмонта. О том, что, начиная с 1647 года, будущий алхимик вёл врачебную практику в Бостоне, известно из письма Коупланда Уинтропу, где автор выражал сожаление, что Старки уклонился от карьеры священника. Судя по всему, врачебная практика Старки вполне процветала. В этот период он изучал теории Парацельса (1493—1541), но счёл его слишком «тёмным» и больше склонялся к его последователю ван Гельмонту. Нет сведений о том, получал ли он книги, как и прежде, от Уинтропа-младшего, или же от Чайлда, который обладал большой алхимической библиотекой. Примерно тогда же Старки женился на дочери Израэля Стаутона, первопоселенца и участника Пекотской войны. Имя и дальнейшая судьба жены Старки достоверно неизвестны, и не ясно, была ли его жена Сюзанна, умершая в 1662 году, дочерью Стаутона. Сыном Израэля Стаутона был будущий губернатор Массачусетса Уильям Стаутон, позднейшая корреспонденция которого демонстрирует осведомлённость о делах Старки в Лондоне. Непонятно, почему Старки решил эмигрировать в Англию — в 1650-е годы в Бостоне не было достаточно врачей, и он не страдал от отсутствия пациентов. Возможно, колонии были не самым подходящим местом для молодого алхимика. Уинтроп был поглощён своими административными обязанностями, а Чайлд вернулся на родину. Согласно Ньюману, основной причиной была нехватка лабораторного оборудования и общая неразвитость индустрии производства стеклянной посуды в Новой Англии, что Старки считал чрезвычайно досадным.

### Первый лондонский период: 1650—1654 годы

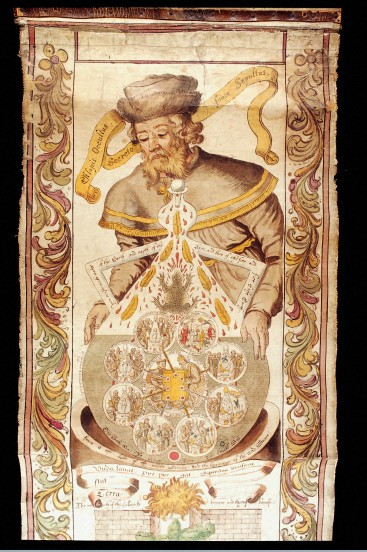
Алхимик со своей колбой. Иллюстрация из «Свитка» Джорджа Рипли (ум. 1490)

О первом лондонском периоде жизни Старки известно из архива Сэмюэля Хартлиба: 29 ноября 1650 года врач Бенджамин Ворсли сообщил ему о приезде Старки в Англию, а 11 декабря состоялась их встреча. Из документов следует, что Чайлд объявлял о прибытии Старки, представляя его как «чистого гельмонтианца», предвосхитившего работы Рудольфа Глаубера об устройстве печей. По утверждению Чайлда, Старки также отлично знал древнееврейский и древнегреческий языки. Достаточно быстро он обзавёлся в Лондоне обширной врачебной практикой и смог приступить к алхимическим занятиям. Примерно тогда же Старки поведал Хартлибу историю своих отношений с американским «адептом», приобщившим его к тайне философского камня. Хотя ему и не удалось узнать всего, полученных знаний было достаточно, чтобы произвести благоприятное впечатление на лондонское научное общество демонстрацией получения серебра из антимония и золота из железа. Описание этих показов в конце апреля 1651 года составил шотландский учёный и богослов Джон Дьюри. По уверениям Старки, он также мог получать серебро из свинца и золото из серебра. Ворсли верил, как минимум, в последнее, но предупреждал о необходимости сдать полученное в результате трансмутации золото в Монетный двор. По оценке Дьюри, с помощью трансмутации Старки мог бы зарабатывать 300 фунтов в год. Хотя Старки клялся, что получил этот великий секрет не для личной финансовой выгоды, он всё-таки присоединился к предприятию Ворсли и Иоганна Мориена по преобразованию свинца в золото. Немецкий алхимик Иоганн Мориен (ок. 1591—1668) принадлежал к числу корреспондентов Хартлиба, и считалось, что он также способен осуществить трансмутацию. Старки познакомился с ним через Дьюри и в письме к Мориену от 30 мая 1651 года изъявлял желание совместно способствовать благочестию, распространению истины и христианства. Старки писал, что видел «камень» для делания золота и даже получил несколько унций его для изготовления серебра от своего юного друга, чьё имя он, будучи связанным клятвой, раскрыть не может; что сам он был свидетелем, как этот друг умножал многократно оба эликсира с помощью «софической ртути», но деталей процесса не знает; что друг дал Старки также и ртуть, и тот потратил 7 частей «камня» из имевшихся у него девяти, пытаясь его умножить, пока не понял, что данные ему образцы недостаточно совершенны; и что затем Бог послал ему знание о «медной ртути», с помощью которой можно извлекать чистейшие золото и серебро, почти равные исходному весу. То же вещество, как утверждал Старки, было способно разделить золото на «неустранимый антимоний» (англ. irreducible antimony) и чёрный порошок за два месяца. Старки не утверждал, что это была настоящая софическая ртуть, но полагал, что её можно рассматривать как основу для дальнейших экспериментов. После нескольких успешных экспериментов в августе 1652 года Старки, Дьюри и зять Хартлиба Фредерик Клод заключили соглашение о совместной деятельности на благо общества так, чтобы при этом не нанести ущерба ничьей чести. Из дневника Хартлиба неясно, чем завершилась эта международная деятельность. В дальнейшем Старки продолжил свои эксперименты, и Хартлиб периодически отмечал его успехи. В дневниковой записи Хартлиба от 2 марта 1653 года отмечается, что Старки сообщил об успехе эксперимента, названного им Luna fixa, в результате которого было получено серебро, проходящее все проверки ювелиров. В том же году оно было продано Старки за 40 шиллингов. Как отмечает Рональд Уилкинсон, в аристотелевской парадигме, которой придерживался Старки, любое вещество, независимо от способа получения, удовлетворяющее всем необходимым проверкам — в данном случае, проверкам ювелиров — считалось «золотом» или «серебром».
В 1652 году Старки заявил, что завершил поиски универсального растворителя алкагеста (Liquor Alchahest), продолжавшиеся, по его утверждению, с 1644 года. Поисками интересовался Роберт Бойль, которого со Старки познакомил, видимо, Роберт Чайлд. В декабре 1651 года Бойль говорил Хартлибу, что процесс приготовления «ликёра» займёт два или три месяца. В начале 1650-х годов Старки переписывался с Бойлем относительно лечебных свойств алкагеста, якобы помогающего практически от всех болезней и особенно полезного при лечении водянки, паралича и камней в почках. По словам Старки, в 1653 году он первым в Англии изготовил ens veneris — она предназначалась для Бойля. Еns veneris называлась «эссенция Венеры», то есть «эссенция меди», получаемая из сульфата меди путём кальцинации до тёмно-красного цвета и дальнейшего сжигания вместе с нашатырём. Этот недорогой препарат Бойль рекомендовал как отличное недорогое снотворное для бедных. В сферу общих интересов Старки и Бойля также входила разработка конструкции алхимической печи. Одно из писем Старки к Бойлю начала 1650-х годов много лет спустя переписал Исаак Ньютон. Этот текст, получивший среди исследователей ньютоновской алхимии название «Clavis» («Ключ»), считается существенным для выявления эволюции взглядов учёного. В 1652 году Старки сильно заболел, и с тех пор началось его хроническое безденежье. Дьюри и Хартлиб безуспешно убеждали состоятельного Бойля оказать финансовую поддержку Старки. Переписка между Старки и Бойлем прекратилась в 1653 году, однако их отношения остались по-прежнему доверительными, и свой трактат «Pyrotechny» (1658) Старки посвятил «Роберту Бойлю, эсквайру, моему доброму другу». О степени влияния Старки на Бойля судить достаточно сложно. В своих личных записях за 1651—1652 годы Бойль приводит множество рецептов, приписываемых Старки, в том числе ens veneris. Возможно также, что описанная Бойлем в «Of the Incalescence of Quick-silver with Gold» загадочная субстанция, нагревающаяся при соприкосновении с золотом, является «софической ртутью» Старки.
Среди многочисленных направлений экспериментов Старки были поиски секрета сохранения аромата, формы и цвета растений, а также способа изготовления более качественного розового масла. В документах архива Хартлиба есть сведения, что Старки собирал редкие рецепты парфюмерии, получая их в дар от друзей, обмениваясь с коллегами или покупая. Хартлиб пишет также об идее Старки получать лёд в натопленных помещениях или даже летом, что могло вызвать интерес в Италии. Для проведения опытов требовалось много средств, и Старки брал деньги взаймы. Не имея возможности оплатить долги, он скрывался от кредиторов. В результате отношения Старки с членами «кружка Хартлиба» испортились, и в конце 1653 года Хартлиб отзывался о нём как о «полностью опустившемся» человеке. По предположению Торнбулла, в 1655 году Старки переехал в Бристоль, где занимался очисткой металлов и врачебной практикой. В 1654 году он оказался в долговой тюрьме — как уточняет Хартлиб, во второй раз. Это был не последний случай подобного рода — известно, что в 1658 году Старки провёл в тюрьме не менее девяти месяцев. Сам он относился к этому как к возможности спокойно заниматься своими экспериментами, от чего его отвлекала врачебная практика.

### «Химические споры» и смерть

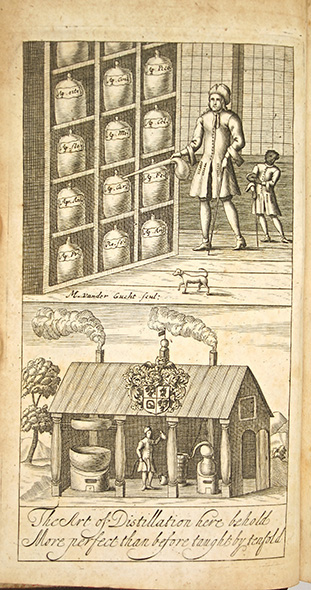
Оборудование для дистилляции и химическая лаборатория. Фронтиспис трактата «Iniroitus apertus» Уильяма Яворта, Лондон, 1692. Гравюра Михаэля Вандергухта

Первая половина XVII века в Англии была временем споров относительно лечения с применением химических препаратов. Несмотря на то, что искусственные соединения широко использовались в медицине, существовали разные взгляды на этот счёт. Полярные точки зрения представляли последователи сторонника химических препаратов Парацельса и их противника Галена. В отличие от континентальной Европы, где возможность применения неорганических соединений принималась с большим трудом, в Англии достаточно быстро сложился так называемый «Парацельсианский компромисс», когда многие врачи следовали галеновской системе с использованием наиболее полезных химических лекарств. В 1648 году в Англии были опубликованы труды ван Гельмонта, и споры разгорелись с новой силой. «Ятрохимики»-гельмонтисты в меньшей степени, чем врачи предыдущего поколения, были склонны признавать традиционные методы. Старки заявлял, что любая болезнь может быть вылечена, но только не галеновскими препаратами, потому что они не являются истинными медикаментами, так как не приготовлены должным «философским» образом. Свой вызов галенистам Старки сформулировал в книге «Natures explication and Helmont’s vindication» (1657): на каждого вылеченного старыми способами он обещал вылечить тысячу человек. Там же он сформулировал отличие двух подходов: «как галенисты могут и используют минералы, мы используем вещества как растительного, так и животного происхождения, однако мы различаемся в наших приготовлениях и наших целях при использовании их». Условия спора предлагались следующие: пациенты, группами по 10 человек, лечились либо ятрохимическими методами, либо методами Галена. На излечение «продолжительной лихорадки» отводилось 4 дня, на хроническое заболевание — до 40 дней. Оппонентам Старки разрешалось использовать любые их снадобья, тогда как Старки принимал обязательство воздерживаться от любых традиционных методов, таких как кровопускание, вызывание рвоты и тому подобное. За каждого пациента, излеченного ятрохимиками, галенисты должны были выплатить ему некоторую сумму, за каждый успех галенистов полагалась сумма вдвое большая. Этот вызов не был принят. В «Natures explication» суть «различий в приготовлениях» лекарственных препаратов ещё не раскрывалась, но взамен анонсировался будущий трактат о тайнах «универсального растворителя» алкагеста. Однако поиски этого вещества, начатые Старки ещё в Новом Свете, затянулись, и работа («Liquor Alchahest») была издана только после его смерти. В «Pyrotechny» Старки писал, что в течение двух лет он занимался этой проблемой практически ежедневно.
В начале 1660 года Старки призвал к восстановлению монархии в памфлете «The Dignity of Kingship Asserted», вскоре после появления противоположного по смыслу текста Джона Мильтона. В апреле того же года он опубликовал посвящённую философу Джону Хейдону поэму, также роялистской направленности. Ещё одну поэму Старки опубликовал в мае, уже после возвращения на престол Карла II. После установления монархии Старки продолжил своё верноподданническое стихотворчество, однако это не принесло ему никаких выгод, и он вернулся к медицине. В 1661 году он переиздал «Natures Explication» под названием «Via ad Vitam. Being A short and sure VVay to a long Life». В последние годы жизни Старки вновь много спорил с фармацевтами по поводу того, кто первым совершил некоторые открытия и как их правильно использовать. Так, по его словам, ещё в 1655 году он рассказал своему другу Ричарду Мэтью (Richard Mathew) о процессе изготовления опиатных препаратов, после чего тот начал изготавливать и продавать с большой прибылью «пилюли Мэтью». В 1660 году Мэтью опубликовал книгу «The Unlearned Alchymist His
Antidote» («Противоядие неучёного алхимика») о чудодейственных свойствах опиатов. Планы по подготовке её второго издания не осуществились — в следующем году Мэтью умер. Свой секрет он оставил жене Анне, взяв с неё обещание обнародовать рецепт, она же не сделала этого и продолжила выгодную торговлю. В начале 1663 года Старки заявил о приоритете в изобретении этих пилюль. В ответ Анна Мэтью выпустила третью редакцию книги покойного мужа, в которой утверждалось, что этот способ врачевания восходит к трудам Парацельса и ван Гельмонта. Со своей стороны, Старки полемизировал с «неучёным алхимиком», разъясняя детали своих взглядов и исторические подробности событий; его памфлеты на эту тему появлялись до 1664 года. Другим оппонентом Старки был врач Лайонел Локир, также продававший таблетки собственного изготовления. Способ производства его снадобья из антимония Старки в резких выражениях осуждал и называл полученный результат «дьяволом в новом обличье». Этот спор также сопровождался изданием памфлетов с обеих сторон.
Последний спор с участием Старки был инициирован ятрохимиком Джорджем Томпсоном и его памфлетом «Galeno-pale: or, a chymical trial of the Galenists» (1665). Томпсон обрушился на классическую школу за её приверженность очистительным процедурам, кровопусканию и галеновскому «правилу противоположностей», превознося анатомию и экспериментальный опыт как наилучший источник медицинского знания. Он критиковал галенистов за неэффективность их лекарств и делал обобщающий вывод о шарлатанском характере всей их методологии. Томпсон также сожалел о том, что в противоположность галенистам, имевшим свою корпорацию (прибежище «шарлатанов и псевдохимиков»), идея учреждения подобного органа для врачей-химиков не пользовалась поддержкой короля. Со стороны галенистов вызов принял Уильям Джонсон, который отверг высказанные обвинения, указав, что ни Парацельс, ни ван Гельмонт не отрицали полностью учения Галена и что они уже более 20 лет используют в своей деятельности химические препараты. По мнению Джонсона, претензии Томпсона были вызваны желанием получить дешёвую популярность. В этой полемике Старки выступил на стороне Томпсона и опубликовал в его поддержку ряд памфлетов, однако его участие в этом споре было прервано скоропостижной смертью в результате Великой эпидемии чумы в Лондоне осенью 1665 года. Как писал 14 сентября один из его оппонентов Джон Аллин, «это был скорее суд, чем болезнь», потому что Старки слишком рассчитывал на свои химические средства и не пожелал прибегнуть к галеновским. Аллин упоминает о том, что непосредственной причиной смерти Старки, как и нескольких других врачей, стали проводимые ими исследования трупов. Вероятно, в этих исследованиях участвовали как галенисты, так и ятрохимики. В дальнейшем рассказ о смерти Старки, основанный в том числе на сообщениях Томпсона, оброс слухами и легендами. В частности, гарвардский библиотекарь Джон Сибли утверждает, что якобы Старки, единственный в Лондоне, нашёл некое лекарство, которое при правильном применении гарантировало излечение. Согласно легенде, Старки в своём собственном случае промедлил, и секрет умер вместе с ним. Место его погребения неизвестно.

## Старки и Ириней Филалет

### Ириней Филалет и его произведения

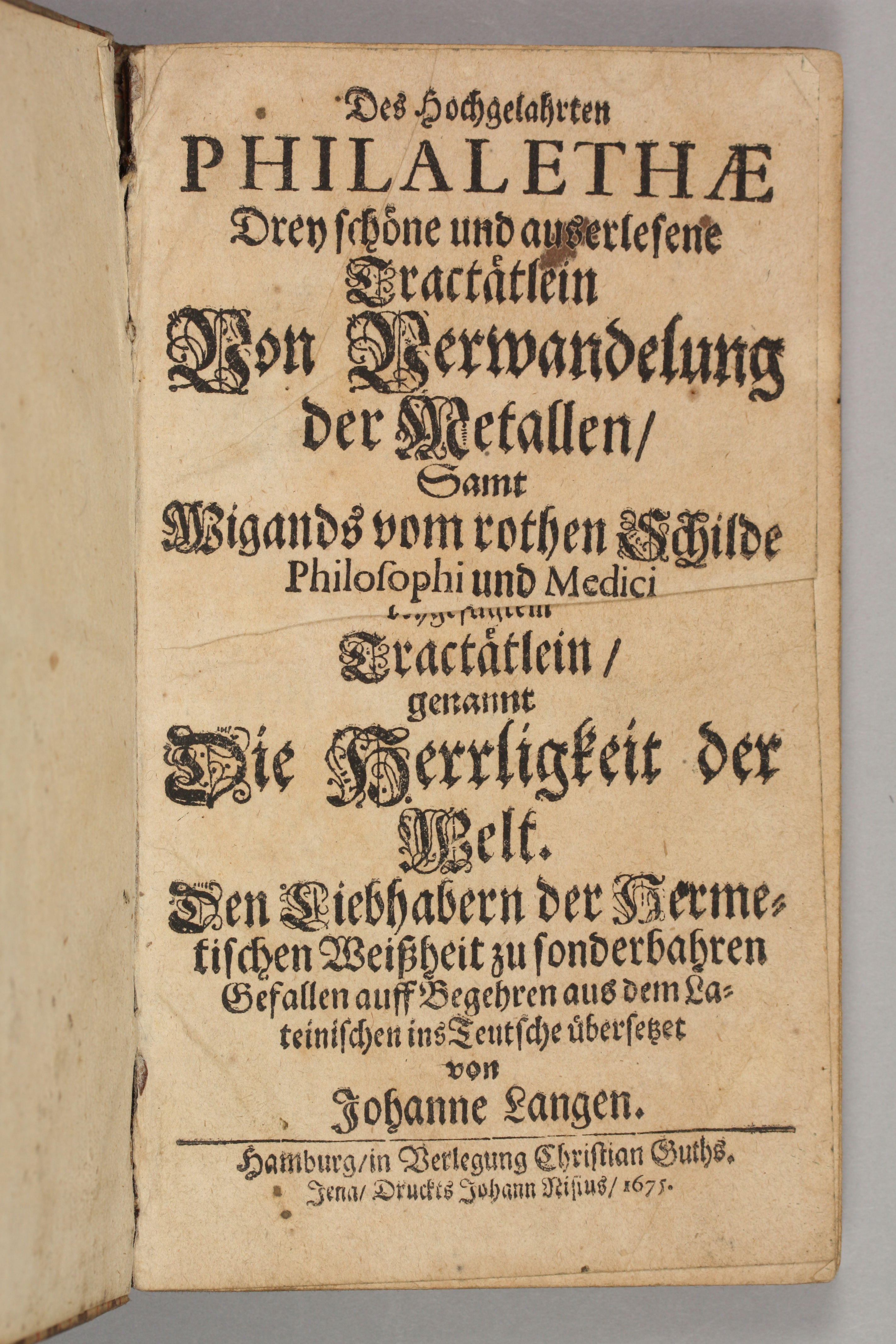
«Три трактата о преобразовании металлов», латинское издание Иоганна Ланге (1675)

Ириней Филалет был крайне загадочной личностью, и практически никто, кроме Старки, не сообщал о своём знакомстве с ним. Некоторые сведения о себе Филалет сообщил в трактате «Introitus apertus ad occlusum regis palatium». Именуя себя «Anonymous Philalethes», он писал, что в 1645 году, в возрасте 23 лет, он создал философский камень, после чего его идеи и тексты обрели недостижимую для других философов ясность. Одновременно Бог внушил ему необходимость распространять своё знание. Результатом исполнения этого завета стало появление «Introitus», хотя впоследствии Филалет и пожалел о своей излишней откровенности. В представлении Филалета алхимия является даром Божьим, посылаемым лишь достойным, а сам он — странствующий адепт истины. Он мог бы иметь огромные богатства, но у него ничего нет, а его успехи в медицине встречают только чёрную неблагодарность толпы. Причиной этому то, что «сейчас больше зла в людях, чем когда бы то ни было», что указывает на скорое пришествие Антихриста. Знание об этом Филалет получил благодаря тому, что «Илия Художник уже родился, и славные вещи уже предсказаны о Граде Божием». Появление Илии было предсказано Парацельсом — он должен был родиться через 58 лет после смерти немецкого алхимика. Поскольку в XVII веке смерть Парацельса ошибочно датировали 1541 годом, рождение Илии ожидали примерно в 1603 году. В результате с начала XVII века появлялись многочисленные свидетельства о встречах с различными загадочными персонажами — так, о своей встрече непосредственно с Художником писал в 1666 году поляк Ян Гевелий (1611—1687). Филалет объявлял себя пророком грядущих времён для «сынов искусства», которые поймут его откровение и благодаря этому смогут преобразовывать металлы и создавать универсальные лекарства. В «Marrow» (1654) Старки утверждал, что Филалет всё ещё жив, но «место его жительства неизвестно, поскольку он ходит по всему миру, гражданином которого является». Сообразно этому, издатель Уильям Купер именовал Филалета «Eyrenaeus Philaletha Cosmopolita».
В связи с запутанностью вопроса о личности Иринея Филалета достаточно сложным является и вопрос о составе корпуса его произведений. Комментарии Филалета на труды Джорджа Рипли появились, видимо, первыми и существовали в нескольких версиях. В 1655 году они были включены в «Chymical, Medicinal, and Chyrurgical Addresses Made to Samuel Hartlib, Esquire». Издание было осуществлено без ведома Старки, который утверждал, что оно содержало не аутентичные тексты «адепта», а собственные заметки Старки 1651—1652 годов. Полная версия комментариев к трудам Рипли была опубликована вместе с «Secrets Reveal’d: or, An Open Entrance to the Shut-Palace of the King» («Раскрытые тайны, или открытый вход в запертый дворец короля»), ставшей наиболее известной книгой Филалета. Латинская редакция этого трактата была опубликована в Амстердаме Иоганном Ланге через два года после смерти Старки — в 1667 году («Introitus Apertus ad Occlusum Regis Palatium»), первое английское издание в 1669 году осуществил Уильям Купер. Позднее Купер утверждал, что свою версию он получил за несколько лет до публикации Ланге, и уверял, что она была снята с авторской рукописи с минимальными искажениями. Со слов Купера получалось, что рукопись имела хождение в различных вариантах в 1650-х и 1660-х годах на английском языке и, соответственно, Ланге перевёл её на латынь. О самом Купере практически ничего неизвестно, и его связь со Старки установить не представляется возможным. Сборник из трёх трактатов о трансмутации металлов («Tres tractatus de metallorum transmutatione») опубликовал в Амстердаме врач Мартин Бирриус в 1668 году. В это число вошли «De Metallorum metamorphosi», «Brevis Manuductio ad Rubinum Coelestem» и «Fons Chemicae Philosophiae», якобы переведённые Бирриусом с английского. Второе издание «Introitus» Ланге выпустил в 1672 году в Гамбурге, после чего трактат быстро стал широко известен. В том же году его перевели на французский язык. Три года спустя Ланге напечатал три трактата Бирриуса на немецком языке. В XVIII веке это издание было дополнено и многократно выходило на немецком, английском и испанском языках. К 1677 году Купер собрал ещё больше рукописей Филалета и переиздал «Комментарий на Джорджа Рипли» с предуведомлением, в котором утверждал, что, по его сведениям, Филалет написал комментарий ко всем 12 «вратам» Рипли, из которых сам издатель знаком только с первыми шестью. Поэтому он просил читателей, если кому-то из них известно о судьбе остальных, сообщить об этом ему. На эту просьбу никто не откликнулся, и в том же году Купер выпустил ещё две книги комментариев на Рипли без отсутствующих «врат» («An Exposition upon Sir George Ripley’s Preface» и «An Exposition upon the First Six Gates of Sir George Ripley’s Compound of Alchymie»). В следующем году Купер завершил публикацию рукописей Филалета книгами «A Breviary of Alchemy; Or A Commentary upon Sir George Ripley’s Recapitulation» и «Opus tripartitum de philosophorum arcanis». Последняя книга включала три латинских трактата, в том числе два ранее не публикованных: «Enarratio methodica trium Gebri medicinarum» и «Vade mecum Philosophicum». В 1678 году Купер переиздал все пять относящихся к Рипли трактатов в одном томе, снабдив его автобиографическими рассказами Филалета. Судя по всему, текст был составлен около 1650 года. В том же году Купер опубликовал английский перевод «Opus Tripartitum», и тогда же эти трактаты выпустило издательство Эльзевиров, однако это были не те же сочинения, которые в 1668 году издал Бирриус.
Таким образом, корпус текстов Иринея Филалета сформировался к концу XVII века. Согласно Рональду Уилкинсону, он состоял из следующих тринадцати трактатов, из которых все, кроме одного, были изданы после смерти Старки:
1. An Exposition upon Sir George Ripley’s Epistle, 1655.
2. Introitus Apertus, 1667.
3. De Metallorum Metamorphosi, 1668.
4. Brevis Manuductio ad Rubinum Coelestem, 1668.
5. Fons Chemicae Philosophiae, 1668.
6. An Exposition upon Sir George Ripley’s Preface, 1677.
7. An Exposition upon the First Six Gates of Sir George Ripley’s Compound of Alchymie, 1677.
8. Experiments for the Preparation of the Sopltick Mercury, 1677.
9. A Breviary of Alchemy, 1678.
10. An Exposition upon Sir George Ripley’s Vision, 1678.
11. Enarratio Methodica trium Gebri medicinarum, 1678.
12. Vade mecum Philosophicum, 1678.
13. The Secret of the Immortal Liquor called Alkahest, 1683.

### Проблема идентификации
Проблема идентификации личности, стоявшей за «Иринеем Фалалетом», которого английский исследователь оккультизма Артур Уэйт называл «самым важным комментатором алхимии во второй половине XVII века», занимает историков уже более трёхсот лет. Ньюман, утверждающий тождественность Старки и Филалета, полагает, что Старки начал «конструирование» личности Филалета практически сразу по прибытии в Англию в ноябре 1650 года. Согласно сохранившимся письмам к Бойлю и Мориану, Старки привёз из Америки секреты, якобы полученные им от американского «сына Гермеса» (лат. filius Hermetis). В одном из писем того времени он уверял, что некий адепт дал ему образец философского камня и показал процесс его получения, однако из-за предпринятых тем адептом предосторожностей всех подробностей Старки не узнал. Этот же адепт, чьё имя Старки дал клятву не называть, дал ему некоторое количество «софической ртути» (sophic mercury), позволяющей получать дополнительные количества камня. Старки писал, что до встречи с «адептами» он много лет был «одним из кашеваров Гебера, в тщете растрачивавшим свои сбережения», но затем новые друзья исправили его ошибки и направили на путь истины. Рукописи, привезённые Старки из Америки, циркулировали в разных вариантах в кружке Хартлиба. Одним из первых был, видимо, текст, получивший при публикации название «Рассуждение о послании Джорджа Рипли королю Эдуарду IV» («An Exposition upon Sir George Ripley’s Epistle to King Edward IV»). Несколько версий этого послания, равно как и другие рукописи Старки, сохранилась в коллекции Ганса Слоана. Согласно изданной в 1654 году книге «Сущность алхимии» («The Marrow of Alchemy»), «американских адептов» было двое: Ириней Филалет (Eirenaeus Philalethes) и его ученик Ириней Филопон Филалет (Eirenaeus Philoponos Philalethes), в присутствии которого была выполнена трансмутация. Филопон получил от Филалета образцы алхимических материалов и копии трактатов и передал эти материалы Старки. Сам Филопон был назван автором первых двух частей данной книги, содержащих описание встречи с таинственным адептом и её последствия. В 1655 году вышло продолжение «Сущности алхимии», в котором Старки добавил немного подробностей и пообещал издание новых трудов таинственного адепта, если ему будет дано на то разрешение. В число рукописей, якобы полученных Старки вначале, входили «Ars Metallorum Metamorphoseos», «Introitus Apertus ad occlusum Regis Palatium» и «Brevis Manuductio ad Rubinum Coelestem». Затем он убедил своих друзей написать ещё два трактата, «The Marrow of Alchemy» и «Breve Manuductorium ad Campum Sophiae». Ситуацию запутывает то, что о своём знакомстве с Филалетом сообщали и другие люди — в частности, об этом в начале 1640-х годов писал Кенелм Дигби, а слухи о том, что адепт ещё жив, циркулировали до 1680-х годов. В 1706 году Англию посетил Иоганн Михаэль Фауст, немецкий издатель трудов Филалета, который пытался прояснить его судьбу. Фаусту удалось выяснить, что Филалет находился в дружеской переписке с Бойлем и что, по мнению Бойля, адепт находился в заключении во Франции. Бойль пытался передать ему письмо через некоего ученика адепта, но тот умер, прежде чем сумел доставить послание. Аналогичную историю о попытках Бойля связаться с Филалетом сообщает Константейн Хёйгенс.
О том, что «Филопон» тождествен Старки, первым предположил книготорговец Уильям Купер, поместивший в своём каталоге «Marrow» в раздел с произведениями Старки. Ещё более определённо высказался неизвестный по имени английский врач, который в письме к немецкому алхимику Иоганну Хертодту писал, что «Philaletha Anonymus» — на самом деле Джордж Старки, получивший эликсир в Америке или Вест-Индии от «Dr. Childe». Затем, как утверждал англичанин, Старки приехал в Англию вместе с эликсиром и дюжиной трактатов, составленных Чайлдом. Версия об авторстве Чайлда сомнительна, поскольку он вернулся из Америки раньше Старки, и принадлежал к тому же кругу Хартлиба, в котором циркулировали рукописи Филалета. Тот же анонимный источник сообщал о смерти Старки в тюрьме, что маловероятно. Версия о том, что Чайлд и был американским адептом, существовала уже в XVII веке и подробно изложена Э. Киттриджем. Он же в 1919 году на основании писем Чайлда показал, что тот никогда не добывал философский камень и не был Филалетом. По мнению Киттриджа, Ириней Филалет был псевдонимом Джорджа Старки. В 1906 году химик и биограф Джон Фергюсон, хотя и с некоторыми сомнениями, приписал авторство произведений целиком Старки. Его сомнения основывались на наличии поэтических фрагментов, которые, как считал Фергюсон, Старки написать не мог (вероятно, он не знал о монархических поэмах, которые Старки опубликовал в 1660 году). Более состоятельной казалась версия о том, что Иринеем Филалетом мог быть Томас Воган (1622—1666), известный под именем «Евгений Филалет»: такое мнение высказывалось на основании сходства имени и периода активности. Воган, чьё алхимическое произведение «Anthroposophia Theomagica» было опубликовано в 1650 году, был известен членам кружка Хартлиба. Вместе с ещё одним лондонским алхимиком, Томасом Хеншо, он жил в Кенсингтоне. Их «химический клуб», известный большой библиотекой, часто посещал Чайлд. Впервые связь Иринея Филалета с Воганом предположил немецкий врач Георг Ведель в своём издании «Introitus» (Йена, 1699). Эту гипотезу неоднократно, начиная с английского антиквара Энтони Вуда, опровергали, но затем опять вспоминали. В 1888 году, и вторично в 1919 году, этот вопрос подробно рассмотрел Артур Уэйт. Уэйт привёл ряд аргументов против отождествления с Воганом, в частности используемые языки (Воган не писал на латыни) и различие во взглядах. По собственному мнению Уэйта, Ириней Филалет до 1654 года посетил Старки в Америке.
Определённые проблемы существуют и при попытке отождествить Иринея Филалета с Джорджем Старки. Прежде всего, необходимо объяснить, почему практически все трактаты были изданы после смерти Старки. Учитывая то, каким предстаёт его характер из его произведений, представляется странным, что он не воспользовался таким способом приобретения прибыли и известности. Если предположить, что он удовлетворял своё тщеславие, распространяя свои труды в рукописях, то понятно, что издав их, он стал бы ещё более известен. Также необходимо учитывать, что хорошо разбиравшийся в данном вопросе Купер не считал Старки тождественным Филалету и в своём каталоге помещал их труды раздельно. Ещё одним кандидатом на роль «американского адепта» является покровитель Старки, Джон Уинтроп-младший. О том, что у него была богатая алхимическая библиотека и сам он ставил опыты в этой области, хорошо известно, как и о его обширных связях в этой сфере. Однако под своим именем Уинтроп ничего не опубликовал, и эта версия фактически основывается только на предположениях. Некоторым подтверждением можно считать обстоятельства биографий Старки и Уинтропа: Уинтроп действительно много путешествовал и имел репутацию «адепта», а Старки участвовал в его алхимических экспериментах. После отъезда Старки в Англию они не поддерживали отношения, но причины этого неизвестны. В целом, как отмечает Рональд Уилкинсон, при всей своей привлекательности, мнение, что трактаты Иринея Филалета могут иметь отношение к Уинтропу-младшему, не имеет достаточного подтверждения. Уилкинсон, как и другой американский историк Харольд Джантц (Harold Jantz), ограничились только утверждением о том, что Старки был автором большей части корпуса произведений Филалета, оставив вопрос об «Introitus» непрояснённым. В 1990-х годах к данной теме обратился Уильям Ньюман, нашедший новые аргументы в пользу полной тождественности Старки и Филалета. Аналогичной точки зрения придерживается другой американский историк химии, Лоренс Принсип.

## Теории и взгляды Старки/Филалета

### Предшественники

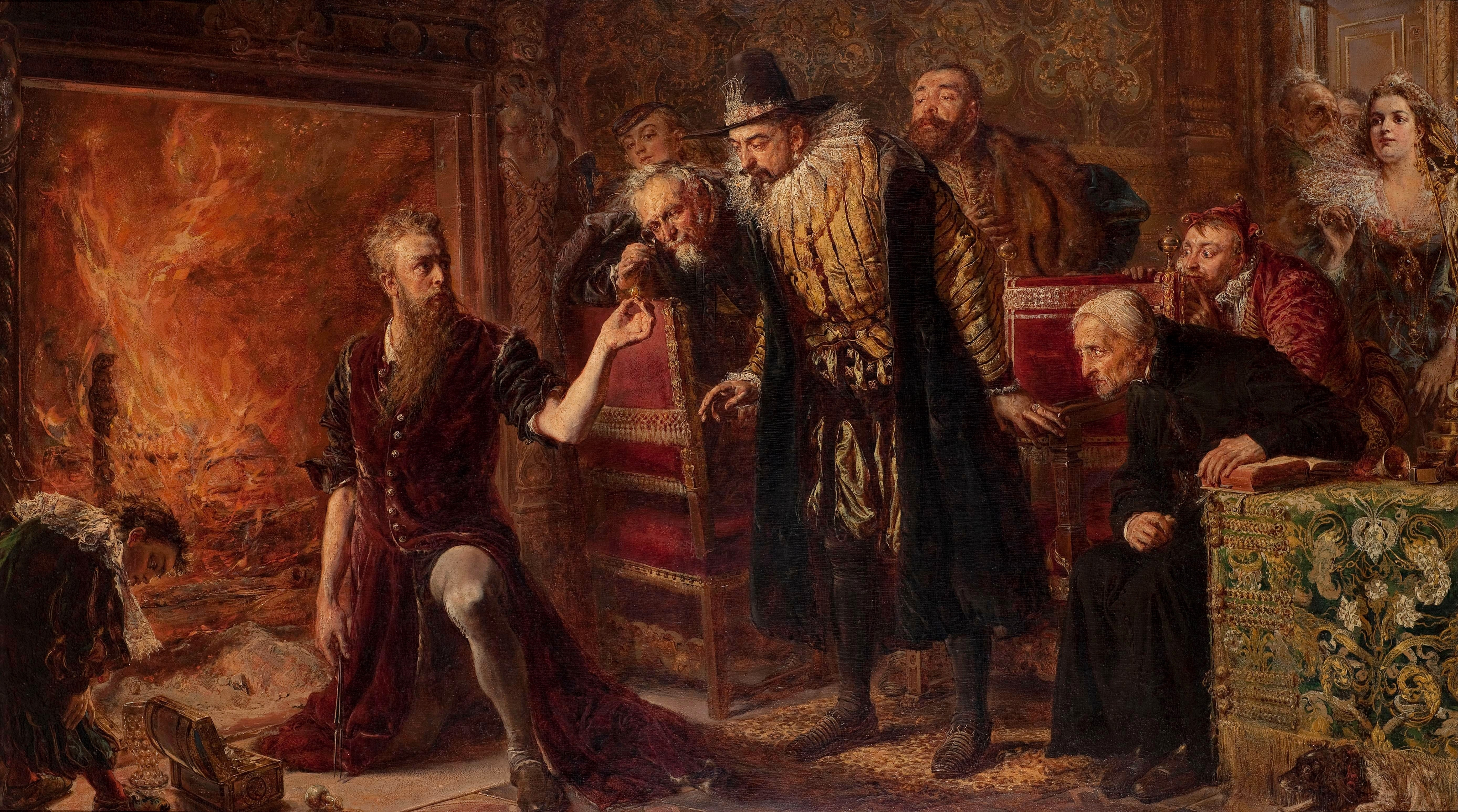
«Алхимик Михаил Сендивогий производит трансмутацию при дворе короля Сигизмунда III Вазы», картина Яна Матейко (1872)

Как отмечает Уильям Ньюман, на алхимические взгляды Старки определяющее влияние оказала теория материи, изученная им в Гарварде. В целом находясь в русле научного развития первой половины XVII века, она обладала определённой спецификой. В этот период остро стояла проблема интерпретации основных свойств вещества и движения и шла борьба между двумя основными теориями. Старая, изложенная в трудах Аристотеля, утверждала, что «природа не терпит пустоты», а материя непрерывна. Новая, механистическая философия Нового времени, полностью отрицала этот тезис и объясняла все процессы в физическом мире взаимодействием частиц, не воспринимаемых органами чувств. Ближайшим ко времени учёбы Старки свидетельством этого процесса смены научной парадигмы в Гарварде являлась диссертация Майкла Уигллсворта «Every Inconstant Nature Is Porous» (1651), утверждавшего, что он намеревается опровергнуть тезис Аристотеля об отсутствии вакуума и обосновать «пористость вещества». Согласно Ньюману, несмотря на эти заявления, теория Уигглсворта была развитием «аристотелевского корпускуляризма». Принимая существование традиционных четырёх стихий (огонь, воздух, вода, земля), её автор утверждал, что вещество стихий не сплошное, а разделено «порами» из вещества других стихий (то есть, например, какая-то часть воздуха содержится в огне и так далее), и при этом оно состоит из конечных неделимых несжимаемых частиц (лат. minimae particulae). Считается, что это представление восходит к высказанной Аристотелем идее о том, что растениям и животным свойственны некоторые минимальные и максимальные размеры. Таким образом, фактически в теории Уигглсворта вакуума нет. Непосредственным предшественником Уигглсворта в вопросе minimae particulae был Джонатан Митчелл (1624—1668), закончивший Гарвард через год после Старки. Уигглсворт переписал «Compendium of Physics» Митчелла, в котором теория вещества излагалась в понятиях материи и формы. В этом трактате давалось объяснение плотности и разреженности как количества вещества в данном месте, что расходилось с аристотелевской теорией о содержании в теле «лёгкости» или «тяжести». По Митчеллу, движение возможно благодаря взаимопроникновению частиц вещества разного размера, из которых частицы огня — наименьшие, а земли — наибольшие. Теория Митчелла отличается от описания смесей, данного Аристотелем в трактате «О возникновении и уничтожении» (I, 10) («… смесь должна быть подобочастна, и, как часть воды есть вода, так и часть смеси [будет такой же, как целое]. Если же смесь есть соединение мелких [частиц], то ничего такого не произойдет, а будут лишь доступные чувственному восприятию смешиваемые [частицы]»). Подобное отрицание аристотелевского понимания смеси можно проследить и далее, к кембриджскому учёному Александру Ричардсону (ок. 1565—1621), высоко ценимому в Гарварде, и итальянцу Юлию Скалигеру (1484—1558). Несмотря на то, что позднее Старки весьма критически отзывался о полученном в Гарварде образовании, алхимические традиции этого учебного заведения, сохранявшиеся как минимум до второй половины XVIII века, были весьма богаты. Например, была распространена практика алхимических диспутов, и Старки с гордостью пишет об одном из них, в котором он отстаивал существование питьевого золота и одержал победу.
Наиболее явными предшественниками Старки, чьё влияние неоднократно подчёркивал он сам, были нидерландский учёный Ян Баптиста ван Гельмонт (1580—1644) и польский алхимик Михаил Сендивогий (1566—1646). Помимо этого, Ньюман указывает на влияние алхимика XIV века Бернарда Трирского и дословные заимствования из трудов об антимонии парацельсианца Александра фон Зухтена (1520—1575). В трактате «De metallorum», опубликованном от имени Филалета, Старки цитирует «Epistola ad Thomam de Bononia» Бернарда Трирского, принадлежащее, в свою очередь, к традиции Псевдо-Гебера, автора широко известного трактата «Сумма совершенств, или учение о высоком искусстве облагораживания металлов» («Summa perfectionis»). Филалет разделял мнение Бернарда о «чистой субстанции» металла из мельчайших частиц ртути, разделённой «порами» из серы. Теория субстанции Филалета, подобно школе Гебера и Бернарда, исходила из существования нескольких сортов серы, хотя и отличалась в деталях. Одинаков у них был и взгляд на образование смесей per minima и, как следствие, на способ осуществления трансмутации. Ван Гельмонт не имел столь проработанной теории материи, хотя Ньюман отмечает корпускулярные тенденции в его теории воды. Согласно ван Гельмонту, вода является первоосновой материи и сама состоит из трёх первооснов — ртути, серы и соли. В воде эти части неразделимы, но могут меняться местами. Таким образом ван Гельмонт объяснял, например, процесс парообразования: при нагревании воды соль, не способная выдержать теплоту, поднимается и увлекает за собой ртуть и серу, а когда пар поднимается, ртуть не может удерживать соль в растворе и превращается в «газ». Из-за необходимости защитить свои ртуть и соль нагретая сера обволакивает их, но ослабляется, при этом одновременно ослабляются и соль со ртутью, что приводит к разделению пара на частицы, то есть «газу». Представление о «газе» как о чём-то, отличающемся от пара, является специфически гельмонтианским. Частицы воды в теории ван Гельмонта находятся в определённых пространственных отношениях, что близко к современной молекулярной теории. Отсюда же происходит «скорлупочная» теория Филалета-Старки. Среди многочисленных предшественников ван Гельмонта был Сендивогий, утверждавший, что мельчайшие частицы вещества, его «семена», составляют не более 1/8200-й от размера соответствующего элемента.

### Теория трансмутации Иринея Филалета

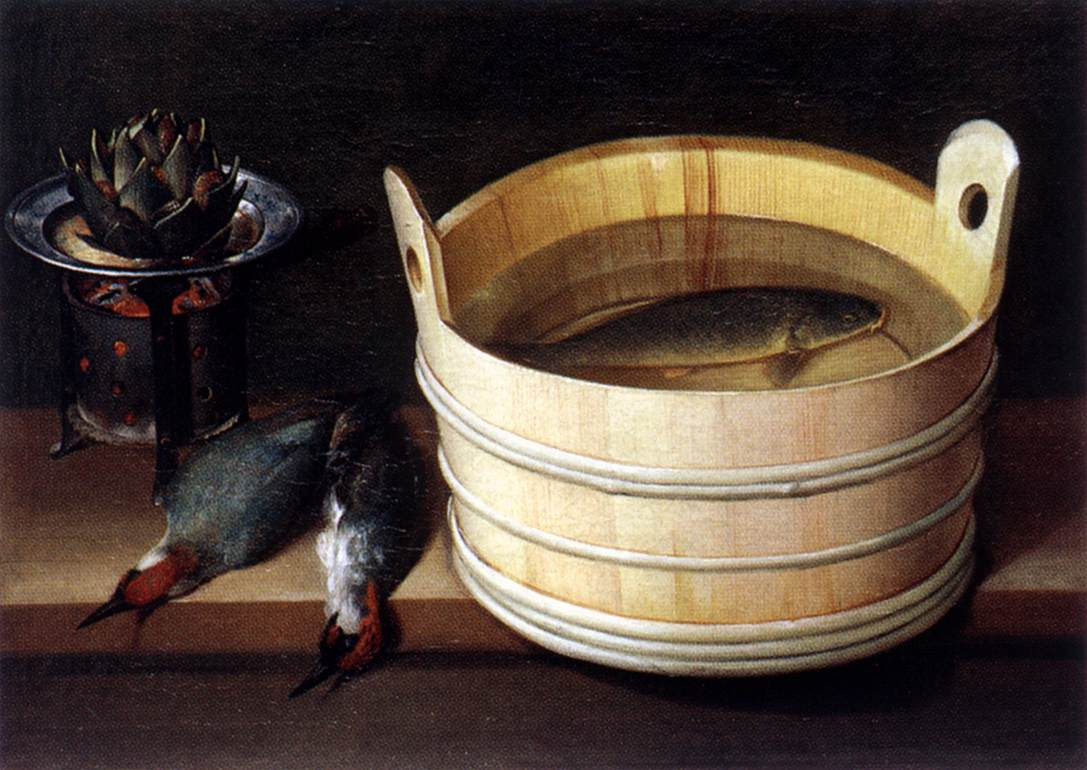
Аллегория четырёх элементов на картине Себастьяна Штоскопфа, 1630-е годы

Одной из задач своих трактатов Филалет видел доказательство реальности алхимии посредством аргументов. В комментариях к Дж. Рипли он упрекал авторов философских и алхимических сочинений в загадочности и неопределённости выражений, приводящей к ошибкам и отчаянию тех, кто пытается понять эти тексты. Как отмечает Ньюман, «Introitus» самого Филалета не прост для понимания. По его мнению, наиболее пригоден для анализа взглядов Филалета другой его трактат, «Tractatus de metallorum metamorphosi», впервые опубликованный в 1668 году. Филалет начинает свои рассмотрения с заявления, что металлы отличаются не по субстанции, а по акциденции. В своей основе металлы являются незрелым золотом, которое содержится в них в потенции в той степени, в какой они содержат присущую им влажность. Именно эта влажность ответственна за несовершенство металлов, выражаемое в отсутствии прочности, подверженности коррозии и низкой температуре плавления. Подтверждением этому служит тот факт, что в рудниках свинец часто обнаруживают вместе с серебром, — очевидно, говорит Филалет, что свинец является незрелой формой благородных металлов. Аналогией для процесса «вызревания» металлов в земле является пищеварительный процесс. Таким образом, поскольку все металлы состоят из одной материи, всё, что нужно для осуществления трансмутации — «гомогенизирующий агент, усиливающий расщепительную силу». Таковым агентом является золото, «расщеплённое» до максимально возможной степени. Такое золото может проникать в металлы и устранять их несовершенство. Даже сплав обычного золота с серебром в пропорции 1 унция на 6 фунтов обладает ковкостью такой же, как у золота, но алхимически расщеплённое золото проникает в основу металлов ещё глубже и даже меняет их цвет. Фактически, говорит Филалет, расщеплённое золото является огнём, поскольку именно у огня размер частиц наименьший среди элементов. Для элементов действует «закон диспропорции», по которому минимальные частицы элементов (лат. minimae partes, minima) имеют разный размер, а свойства элементов определяются размером их частиц. Филалет развивает аристотелевскую (классическую и гарвардскую) теорию смесей, утверждая, что из-за диспропорции частицы разных размеров не могут объединяться между собой. Согласно этой теории частицы земли, например, не могут объединяться с частицами воды. Вместо этого частицы элементов с более крупными minima могут дробиться на более мелкие, поскольку minima первоэлементов не являются неделимыми и состоят более мелких «семян» (лат. semen). «Семена», в свою очередь, обладают «ферментизирующей силой», передаваемой посредством «неощутимых частиц света». Наибольшими являются частицы воды, из которых могут быть получены остальные. Таким образом, смесь разнородных элементов невозможна, так как для смешения minima примешиваемых элементов следует уменьшить, а уменьшившись, они становятся другим элементом. Из всего этого становится понятным, каким образом Филалет объясняет трансмутацию: частицы «эликсира», то есть расщеплённого золота, проникают в исходную структуру металла и смешиваются с его чистой металлической субстанцией. Затем огонь выжигает примеси, а оставшееся вещество состоит из мельчайших однородных частиц. Таким способом осуществляется «хрисопоэтическая трансмутация», но можно подобным образом делать и серебро — это определяется свойствами эликсира. Само же таинство (arcanum) состоит в высвобождении «семян», являющихся, строго говоря, минимальными частицами металла. Возможно перевести золото или другие металлы полностью в текучее состояние (sperma), сохраняющее свои жидкие свойства при комнатной температуре.
Теория вещества на большем, чем semen, масштабе наиболее полно раскрыта в другом трактате Филалета, «The Epistle to King Edward Unfolded». Её влияние на взгляды Исаака Ньютона проанализировала австрийская исследовательница Карин Фигала. Согласно её интерпретации, лежащий в основе этой теории принцип можно назвать «серно-ртутным» или «скорлупочным» — он является развитием традиционного алхимического представления о том, что ртуть является пассивным веществом, из которого путём воздействия серы (🜍) получаются различные металлы. Согласно «скорлупочной» теории, сера неотделимо связана со ртутью в самых глубинах вещества, и в каждой последующей внешней оболочке связь между ними ослабевает. В интерпретации Филалета металлы состоят из трёх типов серы, соединённой с ртутью. Серу можно удалить из металла до определённой степени, но не полностью. На самом деле сера является активной и более зрелой формой ртути. Тремя видами серы являются следующие: «внешняя» сера, действующая как принцип порчи неблагородных металлов (её удалить проще всего), «металлическая» сера, ответственная за коагуляцию металлов в твёрдую форму (этот вид серы в чистом виде встречается только в золоте и серебре) и, наконец, «центральная» или «некоагулирующая» сера, которую невозможно отделить от ртути. Связь с терминологией «De metallorum metamorphosi» устанавливается через размер частиц каждого слоя, и minima золота соответствует второму типу серы.

### Старки как ятрохимик

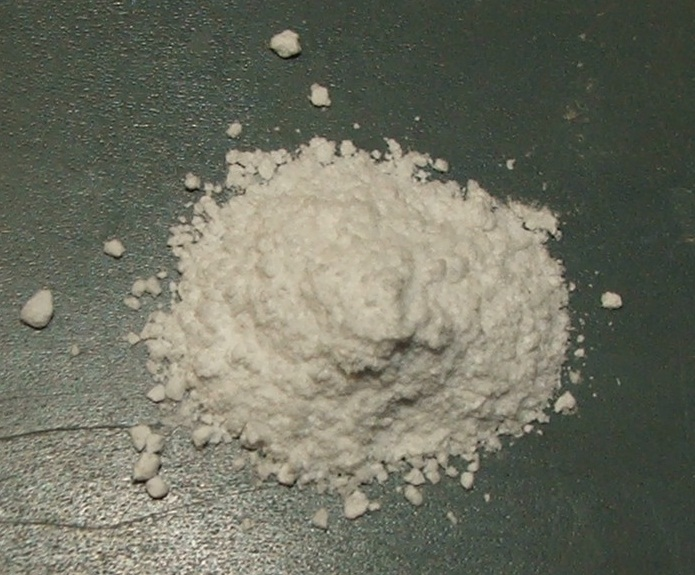
Карбонат аммония. Каким образом из него получить алкагест — вопрос, над которым много лет бился Старки

Ятрохимические работы Старки касались использования в медицине двух основных гельмонтианских субстанций — алкагеста и тартаровой соли. Как объясняется в «Pyrotechny», свойства алкагеста проистекают из его способности отделять активную составляющую вещества (crasis) от инертной и ядовитой основы. Будучи освобождённым, crasis приобретал огромную лечебную силу. Одновременно с этим предполагалось, что своим действием алкагест измельчает размер частиц обрабатываемого вещества. По утверждению Старки, большинство лекарств природного происхождения содержат «гуммозную землистость», проникновения которой в брыжеечные вены кишечника нельзя допустить. Таким образом, традиционная галеновская медицина крайне опасна. Лекарства, согласно Старки, должны действовать путём «успокоения Archeus» (этим термином ван Гельмонт обозначал основной принцип человеческого тела). Тартаровая соль решала ту же задачу, перерабатывая ядовитые нечистоты в «превосходную спиритуальную серу». Поскольку получившаяся субстанция считалась летучей, она, как и алкагест, должна была проникать вглубь организма, где была наиболее эффективна. Алкагест и летучие щёлочи Старки называл «двумя ключами Pyrotechny», но ими не ограничивался перечень предлагаемых им препаратов.
Ньюман, доказывающий полную тождественность Старки и Филалета, указывает на сходство подходов, демонстрируемых медицинскими работами Старки и описаниями трансмутации, изданными под именем Иринея Филалета. Он обращает внимание на идентичность концепции образования смесей per minima Филалета и «химического брака» реагентов ван Гельмонта. Вопрос соединения веществ занимал Старки применительно к задачам не только фармацевтики, но и, например, мыловарения. Мыло Старки изготавливал, смешивая масло с тартаровой солью, и особые затруднения вызывало оливковое масло. Требовалось правильно подобрать продолжительность дистилляции смеси, иначе, по его определению, получалась «грязная какатура». Развивая тему производства мыла в «Natures Explication», Старки писал, что соль должна «проникать» в масло лишь частично и нельзя допустить, чтобы проникновение было глубоким. В терминологии ван Гельмонта, такие смешения, не изменяющие природу участвующих веществ, назывались larvae. Затем Старки продолжает: «более тайным является способ приготовления не Sapo, но подобной леденцу соли, растворимой в воде или вине, и притом летучей». Эта тайная соль, говорит Старки, находится в сердце материи, и её открытие является ключом к «тайнам благороднейшего произрастания». По предположению Ньюмана, это может быть тем веществом, которое Роберт Бойль описал в «Memorialls Philosophicall» (1655). Скорее всего, учитывая задействованные реагенты и технологии, речь идёт о глицерине.
Характерной особенностью продуктов «химического брака», в противоположность larva, является их летучесть. В поисках таких соединений Старки много внимания уделял различным реакциям с участием карбоната аммония ((NH4)2CO3) и, в частности, гельмонтианской оффе (offa alba). Это белое вещество, получаемое после добавления к выдержанной человеческой моче этанола, занимало Старки по причине отсутствия летучести, свойственной обоим участвующим в реакции ингредиентам. Хотя оффа фактически была всё тем же карбонатом аммония, нерастворимым в спирте и потому осаждавшимся, Старки её считал более летучим вариантом — хлоридом аммония (NH4Cl). Разницу в температуре испарения (49°С у карбоната аммония против 340°С у хлорида аммония) Старки объяснял способностью хлорида аммония существовать в двух различных состояниях, occultum и manifestum, получаемых путём инвертирования друг друга. Для доказательства этого утверждения Старки провёл серию опытов, смешивая карбонат аммония с различными кислотами. Полученные при этом соли аммония (ацетат, сульфат и хлорид) были хотя и не идентичны, но, как он считал, весьма похожи. Например, для случая азотной кислоты реакция в современных обозначениях была такой:
{\displaystyle {\mathsf {(NH_{4})_{2}CO_{3}+2HNO_{3}\ {\xrightarrow {}}\ 2NH_{4}NO_{3}+H_{2}O+CO_{2}}}}.
Наблюдаемую здесь нейтрализацию кислоты Старки интерпретировал как её «ослабление» и превращение в «пресную воду» вследствие безуспешной попытки растворить оффу. Теория «водного газа» (Gas aquae) ван Гельмонта давала объяснение такой сопротивляемости оффы — она была следствием особого устройства её частиц, имеющих защитную оболочку, препятствующую их измельчению в газ.

### Откровения и иносказания
Ириней Филалет был одним из алхимиков, трудами которых известный психолог Карл Густав Юнг иллюстрировал свою идею о том, что алхимики XVII века описывали прежде всего свои психические состояния, а не реальные естественнонаучные опыты. Согласно Юнгу («Психология и алхимия», 1944) и его последователям, алхимические практики включали в себя что-то вроде самогипноза на желании стать «адептом», что приводило к галлюцинациям. Таким образом, согласно этой точке зрения, алхимия является разновидностью экстатического опыта, сходного с религиозным. Данная теория Юнга вызвала многочисленные возражения. В частности, противоположной точки зрения придерживался Ньюман, уделивший значительное внимание метафорическому языку Филалета. По его мнению, для стимулирования внимания прилежного читателя Филалет использовал технику «распыления науки», состоящую в том, чтобы по достижении некоторой кульминационной точки повествования совершать переход к совершенно другой теме. Необходимым условием при этом было убедить читателя в авторитетности автора, и Филалет достигал этой цели, позиционируя себя как наследника предшествующей традиции. Использование фигуративного языка позволяло зашифровать не только детали алхимических процессов, но и детали лежащей в их основе теории. Более того, как указывает Ньюман, собственные взгляды Филалета оказываются весьма далеки от тех, на которые он формально опирается. В качестве примера Ньюман приводит весьма тёмное произведение «Exposition upon the First Six Gates of Sir George Ripley’s Compound of Alchymie», построенное как толкование на текст алхимика XV века Джорджа Рипли.

## Старки как экспериментатор

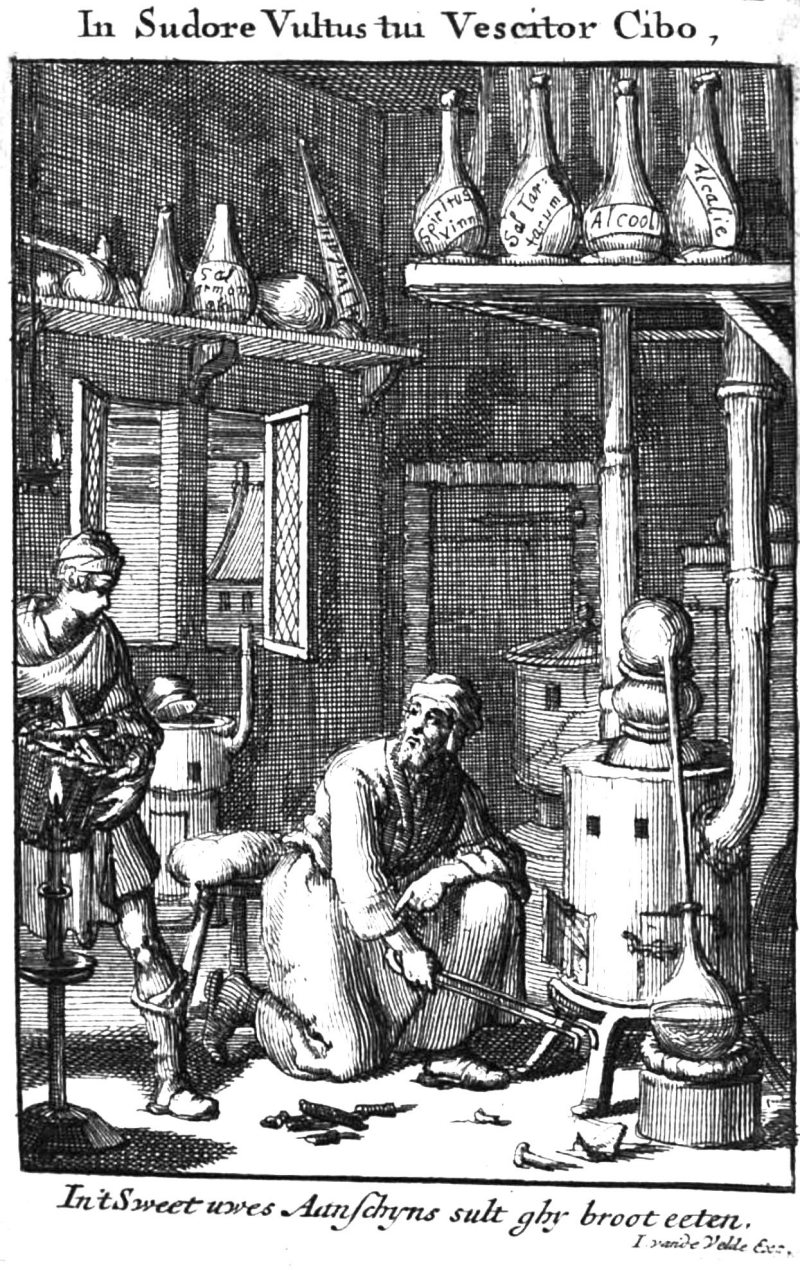
Изображение алхимика в своей лаборатории из амстердамского издания «Pyrotechnia», 1687 год. Библейская цитата «в поте лица твоего будешь есть хлеб» подчёркивает скромность обстановки в лаборатории

Частично сохранились лабораторные журналы Старки за 1651—1658 годы, позволяющие проанализировать его подходы к проведению экспериментов. Эти ежедневные записи касаются широкого круга интересов Старки, от трансмутации металлов до «промышленных» и фармакологических исследований. В отличие от других сохранившихся подобных документов тех лет, например журналов Томаса Вогана, записи Старки отличаются более ясной терминологией и позволяют лучше проследить функционирование алхимической лаборатории. Записи в журналах организованы по тематическому, а не хронологическому принципу, и одновременно Старки вёл несколько журналов. Несмотря на то, что известно большое количество изображений алхимических лабораторий, считается, что они не передают реальную картину рабочего места алхимика, а несут прежде всего иносказательный и моральный смысл. Из записей Старки можно сделать некоторые выводы об устройстве его лаборатории. За 14 лет пребывания в Англии он не менее 12 раз менял место жительства и не всегда мог позволить себе такую роскошь, как отдельное помещение для лаборатории. Старки постоянно совершенствовал своё лабораторное оборудование и сам занимался конструированием печей; о важности этих приспособлений с точки зрения поддержания и регулирования температуры правильным образом писал и Филалет. Журналы Старки содержат описания стеклянных, железных и медных сосудов различного назначения. Содержание лаборатории обходилось недёшево, и часто встречаются записи о расходах на материалы и услуги чернорабочих. Когда позволяли финансовые возможности, Старки нанимал помощников.

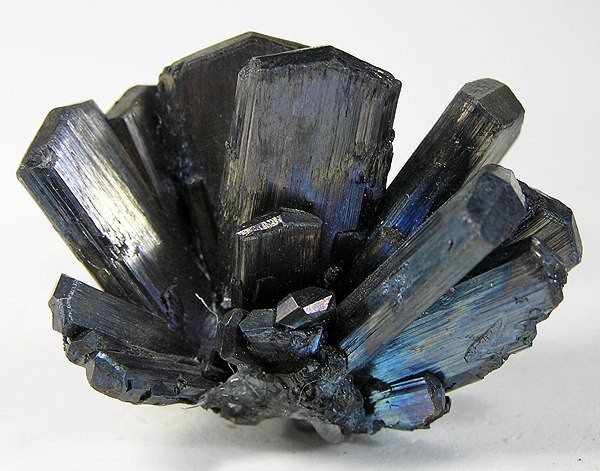
Кристаллы антимонита

Главной целью алхимиков во все времена было изготовление философского камня или «эликсира», необходимого для трансмутации металлов. Во времена Старки понимание этой субстанции было весьма конкретным. Согласно общему мнению, «эликсир» представлял собой плотное, красное или белое (в зависимости от качества) вещество, легкоплавкое как воск, и даже небольшой его части было достаточно, чтобы превратить массу расплавленного металла в золото или серебро. Соответственно, «адептами» считались те, кто успешно выполнил эту задачу. Среди многочисленных используемых вариаций и техник Старки избрал так называемую «ртутную», в которой основным ингредиентом является полученная особым образом «софическая ртуть». Она якобы обладала свойством растворять золото «радикально», то есть не до атомов, обратимым образом, как это можно сделать с помощью царской водки, а до ещё более фундаментального уровня «первоначальной ртути». В «Раскрытых тайнах» Филалет впервые указал на необходимость получения «софической ртути» для создания «эликсира». В трактате сообщалось о том, что эта «ртуть» состоит из огня, «растительной сатурнии» и является «настоящим хаосом», из которого можно получить что угодно, включая золото и серебро. «Первоначальная ртуть» постепенно принимает форму чёрного порошка. Затем в процессе нагревания порошок последовательно меняет цвет на белый, лимонный и, наконец, красный. После ещё нескольких преобразований вещество достигает полной трансформационной способности. Весь процесс занимал 7—10 месяцев, в течение которых требовалось непрерывно поддерживать огонь необходимой температуры. Кроме того, в значительных количествах требовалось чистое серебро. Журналы Старки отражают его попытки усовершенствовать этот процесс, слишком утомительный и дорогостоящий. Последние записи по этому поводу, датируемые 1660 годом, содержат констатацию неуспеха его опытов в силу различных препятствий, прежде всего финансовых. Другой проблемой, занимавшей алхимиков, являлось изготовление алкагеста, имевшего большое значение в системе ван Гельмонта. Его основным, но не единственным, использованием было изготовление лекарств против камней в почках. Сам ван Гельмонт считал наиболее подходящим для изготовления этого вещества минерал ludus, добываемый близ Антверпена, но Старки предпочитал использовать мочу. В этой части его эксперименты хорошо описаны в трактате «Liquor Alchahest», впервые изданном в 1675 году, лабораторных журналах и письмах Бойлю. Способ был достаточно простой: моча отстаивалась несколько недель. За это время она «ферментизировалась» и из неё выделялись пузырьки газа. Одновременно в процессе гидролиза образовывалось некоторое количество неустойчивой соли карбоната аммония, известной среди последователей ван Гельмонта как «дух мочи», а путём смешения с этанолом получался нерастворимый осадок offa alba, «белая масса». Для тех, кому не удавалось получить алкагест таким образом, а Старки принадлежал к их числу, ван Гельмонт рекомендовал другой способ — «волатилизацию» «тартаровой соли», преимущественно состоящей из поташа, полученного путём кальцинации тартаровой кислоты. Поскольку получаемое соединение было совершенно не летучим, такой подход также не мог привести к успеху.
Получение драгоценных металлов с помощью arcanum arcanorum считалось лишь одним из ряда возможных способов, и Старки пытался осуществить два из них, основанных на идеях немецкого парацельсианца Александра фон Зухтена. Первый из них состоял в извлечении золота или серебра из антимония или «софической ртути». В этом направлении Старки добился больших успехов. Свидетелем одного из успешных опытов был Джон Дьюри в апреле 1561 года, после чего в кружке́ Сэмюэля Хартлиба и зародилась идея получить из этой технологии финансовую выгоду. Согласно Хартлибу, Старки смог продать некоторое количество «алхимического серебра» по цене, существенно превышающей обычную, — вероятно, по причине необычного происхождения. Хотя метод получения золота или серебра из «софической ртути» (luna fixa) описан в опубликованных трудах и письмах Старки, восстановить его в современных терминах не удалось, в отличие от экспериментов с антимонием. В целом, Старки пытался «посеять» небольшое количество драгоценного металла в «королёк антимония» в надежде, что через некоторое время добавленный металл изменит природу антимония. Первым шагом этого процесса, называемого Старки «антимониология» (Antimoniologia), являлось выделение «серы антимония», относительно чего существовало много рекомендаций, самые известные из которых принадлежали немцу Иоганну Хартманну и итальянцу Анджело Сала. Метод последнего состоял в воздействии на стибнит (трисульфид антимония) сильной кислотой, после чего осадок нагревали вместе с «тартаровой солью», высушивали и сублимировали. Ньюман и Принсип отмечают значительный вклад Старки в усовершенствование этого метода путём введения формального подхода в разработку и проверку новых технологических процессов.

## Память и влияние
Смерть Старки осталась практически незамеченной современниками, и даже Роберт Бойль не отметил этот факт в своей переписке. Тем не менее, память о Старки сохранилась среди его единомышленников. Томпсон писал о нём, как о «храбром человеке», который сделал «больше добра, чем все галенисты Англии вместе взятые». Врач Джеймс Астелл (James Astell), также боровшийся с лондонской чумой, писал о Старки как о человеке выдающегося трудолюбия в исследовании тайн природы. Борьбу Старки против галенистов продолжил Ричард Флетчер (Richard Fletcher), издавший в 1676 году сокращённое издание «Natures Explication» под названием «Starkey Revived». В этой книге Старки назывался «знаменитым автором, самым содержательным философом нашего времени». Влияние Старки испытал алхимик Уильям Яворт (William Y-worth), заимствовавший многие его идеи и рецепты. Противники Старки были, в целом, согласны с анонимным английским врачом, написавшим немцу Иоганну Хертодту, что американец был причиной «многих бед из-за своих обманов». Несмотря ни на что, в XVIII веке труды Старки продолжили читать, переиздавать и переводить на иностранные языки. Труды Филалета в Германии в 1685—1686 годах издал Иоганн Ланге. «Pyrotechny» в голландском переводе вышла в 1687 году, и в немецком в 1711 году. Во Франции труды Старки переводил Жан Ле Пеллетье. В 1697 году датский учёный Оле Борх писал, что «целое семейство химиков считает своей классикой» «Introitus» Филалета. Схожее мнение высказывал немец Даниэль Георг Морхоф. Труды, изданные под именем Филалета, пользовались более широкой известностью. «Introitus apertus ad occlusum regis palatium» выдержал, как минимум, 9 латинских изданий, не считая многочисленных переводов на иностранные языки. В составе «Opera omnia», впервые составленного в 1695 году, он переиздавался как минимум до 1749 года. Труды Филалета были известны Готфриду Вильгельму Лейбницу, их комментировал Роберт Бойль и изучал Исаак Ньютон. По мнению американского историка науки Уильяма Ньюмана, Старки был самым читаемым американским учёным до Бенджамина Франклина.
Вскоре после своей смерти Старки был забыт, первый биографический очерк о нём появился только в 1873 году. Примерно до середины 1970-х годов практически все исследования, посвящённые Старки и Филалету, касались вопроса об авторстве. Позднее этот корпус алхимических сочинений привлёк внимание историков науки в связи с алхимическими исследованиями Исаака Ньютона. Как отмечает Ньюман, анализ алхимических теорий Филалета и Ньютона осуществляется одними и теми же людьми, в результате чего взгляды Филалета рассматриваются через призму ньютоновских. В ряде своих статей и монографий Ньюман уделяет значительное внимание сопоставлению различий в подходах и исторической судьбе научного наследия Джорджа Старки и Роберта Бойля, мнение о котором историков науки является намного более благоприятным. Если в XVII веке оба они имели высокую репутацию как натурфилософы и экспериментаторы, то с отделением химии от алхимии первый был отнесён к «ненаучным оккультистам», а второй — к «отцам химии». По оценке Ньюмана, в истории науки представления о разрыве между двумя дисциплинами применительно к XVII веку проецировались на двух ученых, различий между которыми в реальности было намного меньше: и Старки, и Бойль занимались близкими вопросами, имели общие задачи, Старки был первым наставником Бойля в химии.

### Современные издания трудов
- Ireneo Filalete. Opere / tr. P. Lucarelli. — Edizioni Mediterranee, 2001. — 158 p. — ISBN 88-272-1400-3.
- Alchemical Laboratory Notebooks and Correspondence / Newman W., Principe L. M.. — University of Chicago Press, 2004. — 352 p. — ISBN 0-226-57701-5.

### Исследования
- Bilak D. Alchemy and the End Times: Revelations from the Laboratory and Library of John Allin, Puritan Alchemist (1623–1683) // Ambix. — 2013. — Vol. 60, № 4. — doi:10.1179/0002698013Z.00000000040.
- Debus A. G. The Paracelsian Compromise in Elizabethan England // Ambix. — 1960. — Vol. 8, no. 2. — doi:10.1179/amb.1960.8.2.71.
- Debus A. G. The English Paracelsians. — London : Oldbourne, 1965. — 222 p.
- Dobbs B. J. T. The Foundations of Newton's Alchemy. — Cambridge University Press, 1975. — 300 p. — ISBN 0-521-27381-1.
- Figala K. Newton as Alchemist: The Foundations of Newton's Alchemy, or “The Hunting of the Greene Lyon” // History of Science. — 1977. — Vol. XV. — P. 102—137. — doi:10.1177/007327537701500202.
- Jantz H. America's First Cosmopolitan // Proceedings of the Massachusetts Historical Society, Third Series. — 1972. — Vol. 84. — P. 3—25. — JSTOR 25080726.
- Kittredge G. L. Doctor Robert Child, the remonstrant. — Cambridge, 1919. — 146 p.
- Newman W. R. Prophecy and Alchemy: The Origin of Eirenaeus Philalethes // Ambix. — 1990. — Vol. 37, no. 3.
- Newman W. R. Gehennical Fire: The Lives of George Starkey, an American Alchemist in the Scientific Revolution. — Harvard University Press, 1994. — 348 p. — ISBN 0-674-34171-6.
- Newman W. R. The Corpuscular Transmutational Theory of Eirenaeus Philalethes // Alchemy and Chemistry in the 16th and 17th Centuries. — 1994a. — P. 161—182.
- Newman W. R. «Decknamen or pseudochemical language»? : Eirenaeus Philalethes and Carl Jung // Revue d'histoire des sciences. — 1996. — Vol. 49, № 2—3. — doi:10.3406/rhs.1996.1254.
- Newman W., Principe L. M. Alchemy Tried in the Fire : Starkey, Boyle, and the Fate of Helmontian Chymistry. — University of Chicago Press, 2002. — 344 p. — ISBN 0-226-57711-2.
- Shelley S. Science, Alchemy and the Great Plague of London. — New York : Agora Publishing, 2017. — 247 p. — ISBN 9781628943146.
- Turnbull G. H. George Stirk, Philosopher by Fire // Publications of the Colonial Society of Massachusetts, Transactions. — 1959. — Vol. 38. — P. 219—251.
- Wilkinson R. S. George Starkey, Physician and Alchemist // Ambix. — 1963. — Vol. 11, no. 3. — P. 121—152. — doi:10.1179/amb.1963.11.3.121.
- Wilkinson R. S. The Problem of the Identity of Eirenaeus Philalethes // Ambix. — 1964. — Vol. 12, no. 1. — P. 24—43. — doi:10.1179/amb.1964.12.1.24.
- Wilkinson R. S. The Hartlib Papers and Seventeenth-Century Chemistry Part II // Ambix. — 1970. — Vol. 17, no. 2. — P. 85—110. — doi:10.1179/amb.1970.17.2.85.
- Waite A. E. The Secret Tradition in Alchemy. Its development and Records. — London, 1926. — 415 p.
- Westfall R. S. Never at Rest. A Biography of Isaac Newton. — Cambridge University Press, 1980. — 908 p. — ISBN 978-0-521-23143-5.
- Wilson W. J. Robert Child's chemical book list of 1641 // Journal of Chemical Education. — 1943. — Vol. XX. — doi:10.1021/ed020p123.